# Jeu de la botifarra
Le jeu de la botifarra est un jeu de cartes très populaire en Catalogne et dans certaines comarques nord du Pays valencien. C'est un jeu à joueurs (selon le mode normal) qui vont par paires. C'est l'évolution d'un autre jeu de cartes catalan pratiqué en Catalogne appelé la manille, laquelle s'est substituée en popularité.

## Caractéristiques du jeu

### Joueurs
Le jeu se dispute entre quatre joueurs, qui forment deux paires, les coéquipiers s'asseyant l'un devant l'autre.

### Cartes
On utilise un jeu de 48 cartes aux enseignes espagnoles (deniers, coupes, épées et bâtons) avec 12 cartes pour chaque joueur.

### Le but de la partie
L'objectif de la partie est d'arriver à 101 avant la paire adverse.

### La marque
La valeur de chacune des cartes est de :
- Manille (9), 5 points,
- As (1), 4 points,
- Roi (12), 3 points
- Cavalière (11), 2 points
- Valet (10), 1 points
- les cartes de 2 à 8 n'ont pas de valeur.

Au cours d'une même couleur, l'ordre des cartes de la plus forte à la plus faible est le suivant : 9, 1, 12, 11, 10, 8, 7, 6, 5, 4, 3, 2
Pour chaque levée remportée, on compte un point. Ceci veut dire que, dans chaque main ou partie, 72 points se répartissent entre les deux équipes.
L'équipe gagnante de chaque partie note les points dépassant 36. Il faut prendre en compte que ce nombre devra être multiplié par deux, quatre ou huit, s'il y a eu un contre, une pousse ou Saint Vincent. Ce résultat devrait être doublé si l'atout est « botifarra ».

### La mécanique du jeu

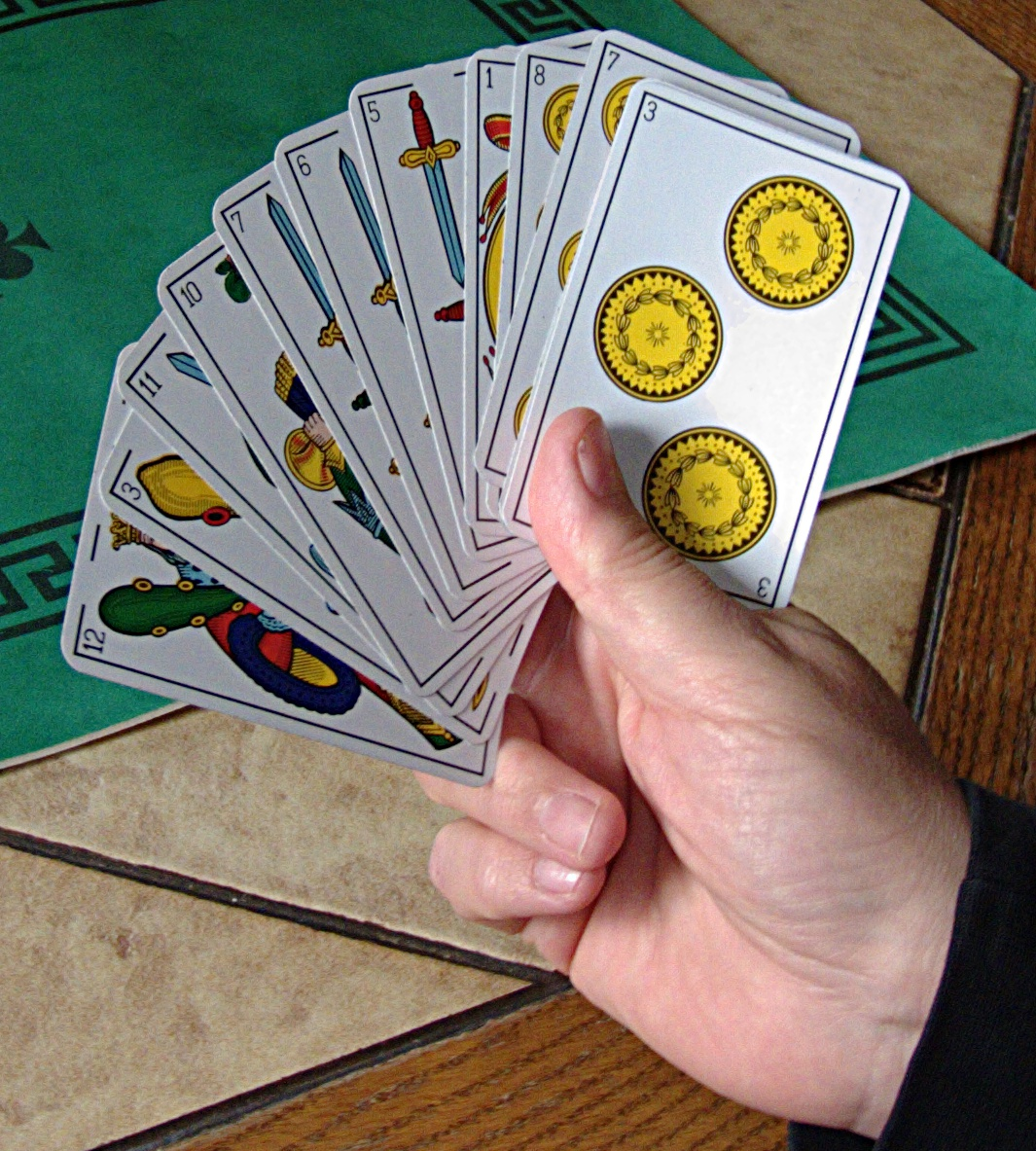
Main a la Botifarra

Avant de jouer une partie, il faut déterminer quel est le joueur qui devra distribuer les cartes et choisir l'atout. Pour cela, un des quatre joueurs attribue une couleur à chaque joint et tire une carte au hasard. Le joueur dont la carte tirée est de la même couleur que celle qui lui a été attribuée, sera le premier à distribuer les cartes.

#### Avant de distribuer les cartes
Le joueur situé à gauche de celui qui choisit l'atout mélange les cartes. Une fois le mélange fait, il les pose sur la table, face en bas pour que son coéquipier coupe.

#### Distribution des cartes
Le joueur qui doit choisir l'atout, prendra les cartes et les distribuera quatre par quatre sans les montrer aux autres joueurs, en commençant par celui qui est situé à sa droite jusqu'à ce qu'il ait fini de toutes les répartir. Par suite, il en donnera sur trois tours dans le sens inverse d'une aiguille d'une montre. Il répartira au total 12 cartes pour chaque joueur et il prendra les quatre dernières.

#### Choisir l'atout
une fois les cartes distribuées et avant de commencer à jouer, il faut déterminer l'atout. Le joueur chargé de choisir l'atout (le même qui distribue), à la vue des cartes en main, devra choisir ou déléguer à son coéquipier.
Afin d'indiquer l'atout choisi, il faut dire à haute voix la couleur correspondante : deniers, coupes, épées ou bâtons. La couleur qu'on a choisie est celle que dirige la main. Il existe aussi l'option « botifarra ». En ce cas, il n'y a aucune couleur d'atout qui dominera sur les autres. Si l'on passe à son coéquipier, celui-ci se verra obligé de choisir l'atout dans l'une des options antérieures (deniers, coupes, épées, bâton ou Botifarra). Si on choisit botifarra, la valeur des points comptabilisée par l'équipe vainqueur de la mains sera doublée.

#### Contre, Pousse et Saint Vincent
Une fois choisi l'atout, la paire adverse peut contrer. Contrer veut dire que la paire qui gagne cette main, totalisera le double de points dépassant 36, ou le quadruple si on a demandé botifarra.
Pour contrer, il faut dire clairement : « Je contre ». Si on ne veut pas contrer, on tapera de la main sur la table.
On peut contrer n'importe quel joueur de la paire qui n'a pas choisi atout. On ne peut contrer une seule fois à chaque main, c'est-à-dire, si un joueur a contré, son partenaire il ne pourra le faire.
Une fois que la main est contrée, les joueurs composant la paire qui a distribué et déterminé l'atout peuvent « pousser ». Pousseur veut dire que la paire qui gagne totalisera les points de la mains multipliés par 4, ou par 8 s'il y a botifarra. Pour pousser, on doit dire clairement : « Je pousse ». Si on ne veut pas pousser, on tapera de la mains sur la table.
On peut contrer à nouveau n'importe quels des joueurs de la paire qui n'a pas contré. On ne peut pousser qu'une seule fois par main. Seulement et lorsque la main a été « poussée » et qu'il n'y a pas botifarra, n'importe quel joueur de la paire qui a contré pourra dire « Saint Vincent ». Dans ce cas les points sont multipliés par 8. Si on ne veut pas faire Saint Vincent, on tapera de la main sur la table.

#### Jouer les cartes
Une fois l'atout choisi et contré, poussé ou Saint Vincent, nous pouvons maintenant commencer à jouer les cartes. Le premier joueur à abattre une carte est celui qui se trouve à la droite de celui qui a distribué ; pour ce faire, il choisira une de celles qu'il tient à la main et la laissera devant lui sur la table, la face visible.
Par la suite, les autres iront en jouent en allant dans le sens inverse des aiguilles d'une montre, jusqu'à compléter le pli. La paire qui a remporté la levée prend les cartes, les posera face contre terre en y faisant une pile.
Les cartes déjà jouées et déposées sur la pile de chaque équipe ne peuvent être consultées, à l'exception de la dernière levée de chaque pile.

#### Décompte des points et suite de la partie
Une fois que toutes les cartes ont été jouées, on comptera les point qu'a faits chaque équipe, celle qui aura gagné la main marquera les points correspondants.
Ensuite, le joueur qui a distribué et choisi l'atout lors de la précédente main, sera celui qui sera chargé de battre les cartes. Son partenaire coupera le jeu, et le joueur situé à sa droite distribuera les cartes et choisira à son tout l'atout, et ainsi de suite jusqu'à la fin de la partie.

### Fin de la partie
La partie se termine quand une paire parvient à dépasser les 100 points.

### Commencement d'une partie nouvelle
Si, une fois la partie terminée, on veut en commencer une autre (et si les joueurs et les paires sont les mêmes), on continuera la même procédure et mélanger par le dernier qui a distribué et choisi l'atout, celui qui sera à sa droite les distribuera à son tour et choisira l'atout.

### Autres commentaires
En jouant à la Botifarra, il faut prendre en considération qu'il est interdit de parler, de dévoiler les cartes et de faire des signes et des commentaires qui puissent indiquer lesquelles sont détenues par un joueur ou ses voisins, ou bien la réussite ou l'erreur d'un coup. Malgré cela, il est très normal de faire, toujours dans une juste mesure, des commentaires au cours de la partie, chose qui aide à donner une ambiance plus entretenue du jeu.
La Botifarra est un jeu de stratégie, et en tant que tel, avant d'abattre une carte, on doit bien penser quelle est l'option la plus judicieuse, vu qu'une fois que nous abattons une carte, on ne peut la reprendre.

## Règlement
Pour résumer, nous pouvons dire qu'uniquement, nous sommes obligés à monter sur la carte des adversaires, mais sur celle de son partenaire et que toujours et dans la mesure du possible, de fournir la couleur demandée (Deniers, Coupes, Épées, Bâtons). Les règles pour jouer aux cartes dans la Botifarra sont différentes d'une région à l'autre. On distingue deux grandes variantes.

### Variante obligée
C'est la variante la plus utilisée dans les comarques gironines et de la Catalogne centrale. Il reçoit ce nom du fait que, quand on ne peut monter à la carte, le règlement est plus restrictif et oblige à jouer la carte la plus petite.
Les règles sont les suivantes :
- Le premier joueur à jouer la levée peut lancer n'importe quelle carte. La couleur dont elle est issue est celle de sortie.
- Pour le reste des joueurs, les règles sont les suivantes :
  - Si le partenaire est maître (sa carte remporte le pli) :
    - Si le joueur a des cartes de la même couleur, il devra jouer obligatoirement une de ces cartes qui sera avec des points (10, 11, 12, 1 ou 9), ou bien la plus petite de cette couleur.
    - Si le joueur n'a pas la couleur demandée, il peut jouer une carte avec des points ou bien la plus petite d'une couleur.

  - Si l'adversaire est maître sur le coup (la carte gagnante est celle d'un joueur de la paire adverse) :
    - Si le joueur a la couleur demandée…
      - … et peut monter, il devra le faire.
      - … mais qu'il ne peut pas monter, il donnera la plus petite de la couleur.

    - Si le joueur ne peut fournir la couleur demandée mais qu'il dispose d'atouts, il devra couper pour remporter le pli.
    - si le joueur ne dispose ni de la couleur demandée ni de l'atout, il peut jouer la carte la plus petite d'une couleur.

### Variante libre
C'est la variante la plus utilisée dans les comarques de Lleida. Il reçoit le nom du fait qu'on est pas obligé d'abattre la carte petite d'une couleur, le joueur peut tromper l'adversaire et lui faire croire qu'il n'a maintenant plus de carte déterminée de cette même couleur. Par exemple, si le premier joueur abat un 4 de Coupes et que le suivant joue le 3 de Coupe, dans cette variante, le second joueur peut avoir le 2 de Coupes et en conséquence tromper. Dans la variante de jouer la petite, cela n'est pas possible, parce qu'il aurait dû jouer le 2 de Coupes au lieu du 3.
Les règles sont les suivantes :
- Le premier joueur à jouer dispose n'importe quelle carte. La couleur de cette carte est celle que nous appelons le bâton de sortie.
- Pour le reste des joueurs les règles sont les suivantes :
  - Si le partenaire est maître (sa carte est celle qui remporte la levée)
    - si le joueur a la couleur demandée, il devra jouer celle-ci sans être obligé de monter.
    - Si le joueur n'a pas la couleur demandée, il peut jouer n'importe quelle carte.

  - Si l'adversaire est maître sur le pli (la carte gagnante est celle de son adversaire)
    - Si le joueur a la couleur demandée, il devra en jouer une et devra monter à la carte.
    - si le joueur n'a pas la couleur demandée mais a des atouts, il devra couper pour remporter le pli.
    - si le joueur n'a ni la couleur demandée ni celle de l'atout, il pourra se défausser comme il l'entend.

### Variante intermédiaire
La variante de joueur la plus petite carte est très restrictive et peut donner le cas où un joueur se voit obligé de donner des points à ses adversaires du fait qui ne peut monter et qu'il doit se défausser de la carte la plus petite d'une couleur tout en sachant que la levée finira gagnante par son coéquipier. Autrement il aurait pu abattre une carte avec des points et ne pas la perdre par la suite. Pour éviter cette situation, il existe una variante qui permet de le faire. Il faut convenir au début de la partie si on doit indiquer ou non quand on fait ce coup en disant : « je charge. »
La variante de jouer petite est bien plus restrictive et en conséquence le jeu et les possibilités des cartes qu'ont les joueurs est bien plus contrôlées. La variante de joueur à tromper est plus incertaine et les possibilités des cartes que les joueurs tiennent sont plus larges. Il n'y a pas une variante meilleure que l'autre, chaque joueur en préfère une. C'est pour cela que parfois cela rend difficile de joueur une partie entre des joueurs de variantes différentes. La variante intermédiaire a pour habitude d'être la solution pour ce genre de disputes.

## Non-respect des règles
Le non-respect de n'importe quelle règle implique une sanction pour l'équipe fautive qui représente la parte de tous les points en jeu. C'est-à-dire, l'autre paire bénéficiera de 36 points si c'est une partie normale, 72 si l'atout est Botifarra ou si elle est contrée etc.
Une maldonne des cartes suppose de commencer une nouvelle main. Il n'y a pas de pénalité en points, mais le joueur situé à la droite de celui qui se sera trompé distribuera et choisira l'atout. En conséquence, le joueur fautif perd l'option de distribuer et de choisir l'atout.

## Autres variantes mineures
Le fait que la Botifarra soit un jeu très populaire implique que chaque aire géographie finisse par adopter des règles plus locales. les variantes sont multiples mais pas aussi significatives pour supposer un nouveau règlement. Voici une liste de ces autres variantes :

### Nombre de joueurs

#### Quatre joueurs jouant pour soi
Dans cette variante, les joueurs ne vont pas par paire, c'est chacun pour soi. On ne peut passer en choisissant l'atout. On ne peut seulement que contrer et si Botifarra n'est pas demandé. Quand un joueur ne peut obtenir plus de plis, il doit jouer si l'en a, une carte des différentes couleur et selon l'ordre : Deniers, Coupes, Épées et Bâton. Cette dernière règle est pour éviter consciemment qu'un joueur rival au lieu d'un autre. Les points à comptabiliser à la fin de chaque main peuvent être positifs (si dépassent les 18) ou négatif (s'il sont inférieurs).

#### Trois joueurs
On suite les mêmes règles que pour quatre joueurs individuels avec les exceptions suivantes. Les points comptabilisés à la fin de chaque partie peuvent être positifs ou négatifs s'ils dépassent ou non les 24 points. Le jeu n'aura que 36 carte, on ne joue pas avec les 2, 3 et 4.

#### Deux joueurs
Cette variante est aussi connue comme celle du recteur et du vicaire. Chaque joueur place devant lui six piles de quatre cartes. Parfois on ne permet pas de choisir l'atout, est atout la carte visible de la dernière pile du joueur qui la touche. On ne peut jouer qu'une carte visible. Comme les cartes sont visibles par les deux joueurs, on peut bluffer. Quand on joue une carte, si celle de la pile dispose de cartes, on tourne celle qui est au-dessus de manière de pouvoir être jouée au pli suivant. Le décompte des points est habituel mais on comptabilise un point tous les deux plis au lieu d'un seul. S'il reste un pli à la fin, le point ira au joueur ayant le plus faible sur cette donnée.
Une autre variante pour deux joueurs, est similaire avec seulement 4 piles de 4 cartes pour chaque joueur. En plus de ces cartes, chaque joueur reçoit 8 cartes qu'il tiendra dans la main de manière qu'on ne les voie pas. Les cartes à jouer sont celles que les joueurs ont en main, plus celles visibles des piles. Si un joueur reste sans carte en main, il ne pourra joueur qu'avec celles des piles.

### La valeur des cartes
Dans certaines variantes, le Trois de chaque bâton (couleur) est la deuxième avec plus de valeur, après le Neuf (la manille).

### La fin de partie
Il existe d'autre variantes où il faut arriver à 73, 100, 200 ou 201. Dans les tournois il est habituel de jouer à un nombre déterminé de mains (normalement de 8 ou 12), et remporte la paire qui a accumulé le plus de points à la fin.

### Qui fait atout au commencement d'une partie
Dans certaines zones, pour commencer une partie, n'importe quel joueur répartit les cartes. Une fois les cartes distribuées, le joueur ayant la possibilité de choisir l'atout est celui qui a le Cinq d'Épée. Les mains suivantes se suivent normalement en annonçant successivement l'atout par le joueur situé à droite.

### Stratégies
L'ouverture du joueur qui fait la première levée est la plus importante du jeu de la Botifarra. Il faut tenir compte tout particulièrement de cette donne qui conditionne de manière essentielle le développement ultérieur du jeu. Connaître la première carte que nous devrons lancer dépend si on joue directement atout, atout délégué, si on a demandé Botifarra, si on a été contré etc. Nous allons voir les stratégies principales de coups.